# Каменская (Московская область)
Каменская — деревня в муниципальном округе Егорьевск Московской области России. Входит в культурно-историческую местность Леоновщина.

## История
Упоминается с 1577 года в составе Крутинской волости Коломенского уезда. 
До 2015 года входила в состав городского поселения Егорьевск.
В 2015 году вошла в состав городского округа Егорьевск, образованного в том же году путем упразднения Егорьевского района и объединения всех его поселений в единый городской округ.

## Демография
Население — 52 человек (2010).
| 1859 | 1868 | 1885 | 1905 | 1926 | 2002 | 2006 |
| ---- | ---- | ---- | ---- | ---- | ---- | ---- |
| 350  | ↘343 | ↗352 | ↘227 | ↗279 | ↘23  | ↗28  |
| 2010 |      |      |      |      |      |      |
| ↗52  |      |      |      |      |      |      |

## Известные уроженцы
- Назаркина Клавдия Ивановна (род. 1924) — советский деятель промышленности.